# Lavci
Lavci (makedonska: Лавци) är en ort i Nordmakedonien. Den ligger i den sydvästra delen av landet, 110 kilometer söder om huvudstaden Skopje. Lavci ligger 792 meter över havet och antalet invånare är 517.